# Robert Finn (Bischof)

Bischofswappen von Robert William Finn

Robert William Finn (* 2. April 1953 in St. Louis, Missouri) ist ein US-amerikanischer Geistlicher und emeritierter römisch-katholischer Bischof von Kansas City-Saint Joseph. Er ist Mitglied der mit dem Opus Dei verbundenen Priestergesellschaft vom Heiligen Kreuz. 2012 wurde er wegen der Nichtanzeige eines Falles von Kinderpornografie zu einer zweijährigen Bewährungsstrafe verurteilt.

## Leben
Finn studierte Theologie am erzbischöflichen St. Louis Preparatory Seminary North und schloss 1975 das Studium der Philosophie am Cardinal Glennon College mit dem Bachelor of Arts ab. Als Seminarist des Päpstlichen Nordamerika-Kollegs in Rom erwarb er 1979 an der Päpstlichen Universität Heiliger Thomas von Aquin den Magister Theologiae. Als Diakon wirkte er in der Pfarrgemeinde St Charles Borromeo in London. Am 7. Juli 1979 wurde Finn in St. Louis zum Priester geweiht. Papst Johannes Paul II. verlieh Finn im August 2003 den Titel Kaplan Seiner Heiligkeit.
Am 9. März 2004 wurde Finn zum Koadjutor von Kansas City-Saint Joseph ernannt. Am 3. Mai 2004 empfing er in der Cathedral of the Immaculate Conception in Kansas City die Bischofsweihe durch Erzbischof Raymond Leo Burke. Mitkonsekratoren waren der Bischof von Kansas City-Saint Joseph, Raymond James Boland, und der Koadjutorerzbischof von Kansas City, Joseph Fred Naumann. Mit dem Rücktritt Raymond James Bolands am 24. Mai 2005 folgte er diesem als Bischof von Kansas City-Saint Joseph nach.
Finn vertritt das katholische Naturrecht und ist entschiedener Befürworter der Lebensrechtsbewegung. So verurteilte er in einer Rede im Jahr 2009 nicht nur Politiker, die sich für ein „Recht auf Abtreibung“ aussprächen, sondern auch jene, die Abtreibung auch nur duldeten.
Vor dem Hintergrund der Missbrauchsskandale wurde am 6. Oktober 2011 ein gerichtliches Verfahren gegen ihn eröffnet. Er hatte den Priester Shawn Ratigan, der kinderpornografisches Material gehortet hatte, gedeckt. Finn bezeichnete sich im Verfahren als nicht schuldig, räumte jedoch ein, schon im Dezember 2010 von „verstörenden Bildern“ gewusst zu haben. In Missouri gilt auch für Kleriker eine strafbewehrte Anzeigepflicht beim Missbrauch von Jugendlichen. 2008 hatte Finn versucht, durch Zahlung von zehn Millionen Dollar mit 47 Klägern zu einer Einigung zu kommen und die Vorwürfe aus der Welt zu schaffen.
Am 6. September 2012 wurde Finn zu einer zweijährigen Bewährungsstrafe wegen Vertuschung sexuellen Missbrauchs von Kindern verurteilt, nachdem Ratigan im August 2012 seine Taten gestanden hatte. Nach Finns Verurteilung demonstrierten Aktivisten der Gruppe National Survivor Advocates Coalition (NSAC) in Kansas City erfolglos für dessen Rücktritt. Nach den Worten des Diözesansprechers Jack Smith werde es keine Stellungnahme zu den Protesten geben, der Bischof bleibe auf seine Arbeit konzentriert.
Am 21. April 2015 nahm Papst Franziskus sein Rücktrittsgesuch an, nachdem sich Seán Patrick O’Malley, Vorsitzender der päpstlichen Kinderschutzkommission, für Finns Entfernung aus dem Bischofsamt eingesetzt hatte.